# Chantage (film, 1955)
Pour les articles homonymes, voir Chantage (homonymie).
Pour plus de détails, voir Fiche technique et Distribution.
Chantage est un film français réalisé par Guy Lefranc et sorti en 1955 en France.

## Synopsis
Des femmes aisées sont victimes des agissements d'une bande très organisée de maîtres-chanteurs. L'une d'elles est victime d'une collision mortelle avec un camion en plein Paris. mais les mots qu'elle prononce avant de mourir ainsi qu'une lettre lui enjoignant de payer une grosse somme pour que rien ne soit révélé à son mari permettent au commissaire Bertrannet de faire arrêter Edouard Brisse, honorable restaurateur de tableaux mais aussi membre de l'organisation. Sa fille Denise, étudiante en arts plastiques, n'arrive pas à croire à la culpabilité de ce père si bon et si affectueux. Cependant, pour assurer sa survie, elle doit travailler et accepte l'offre d'un certain Kendall, un Anglais distingué, propriétaire d'une boutique d'antiquités très prisée. Elle fait la connaissance d'un voisin sympathique, Jean-Louis Tabouret et tombe amoureuse de lui, des sentiments qui ne tardent pas à être réciproques. Ce qu'elle ignore, c'est que Jean-Louis fait partie du réseau qui employait son père.

## Fiche technique
- Titre : Chantage
- Titre d'origine : Chantage
- Autres titres :Blackmail (Titre anglais), The Lowest Crime (USA), Dipartimento Criminale (Italie)
- Réalisation :	Guy Lefranc
- Assistant réalisateur : Maurice Delbez
- Scénario : Jacques Companeez d'après une idée de Jacques Marcerou
- Dialogues : Paul Andreota
- Scripte : Nicole Bénard
- Décors : Lucien Aguettand, assistant d' Alex Hinkins
- Directeur de la photographie : Marcel Grignon
- Photographe de plateau : Walter Limot
- Cadreur : Jean-Marie Maillols
- Assistant opérateur : Raymond Lemoigne
- Musique : Norbert Glanzberg (Nouvelles Editions Méridian)
- Son : Jean Rieul, assisté de Georges Gérardot
- Perchman : Marcel Corvaisier
- Montage : Monique Kirsanoff, assistée d' Armand Psenny
- Maquillage : Anatole Paris
- Pays d’origine :  France
- Régie générale : Tonio Suné
- Production : Films Metzger et Woog
- Producteurs : Henri Benedek, Jean-Jacques Vital
- Sociétés de production : Les Films Metzger et Woog, Simoja
- Distributeur d’origine : Les Films Corona (1955)
- Tournage : du 29 mars au 18 mai 1955 à Paris (dont Gare Saint-Lazare, 36, quai des Orfèvres), à Saint-Germain-en-Laye (dont Gare de Saint-Germain-en-Laye) ainsi qu'aux Studios de Billancourt.
- Format : noir et blanc — son monophonique — 35 mm (positif et négatif) - 1 x 1,37
- Genre : film policier
- Durée : 102 min
- Date de sortie : 
  - Monaco - 24 juillet 1955 (Monte Carlo)
  - France - 19 octobre 1955 (Paris)

## Distribution
- Raymond Pellegrin : Jean-Louis Labouret
- Magali Noël : Denise Brisse
- Leo Genn : Lionel Kendall
- Georges Chamarat : Edouard Brisse
- Noël Roquevert : Boussardel
- Michel Etcheverry : le commissaire Bertrannet
- Madeleine Barbulée : l'infirmière
- Henri Nassiet : Maître Rougier, l'avocat d'Edouard Brisse
- Marcel Bozzuffi : un accusé dans le box
- Jacques Besnard : un jeune homme
- Geneviève Morel : la concierge
- Bernard Musson : l'hôtelier
- Florence Blot : Madame Mortier, la propriétaire d'une galerie de peinture
- Serge Bento : un accusé dans le box
- Paul Faivre : le cafetier
- Maurice Chevit : un complice
- André Weber : Gilbert, le gigolo joueur de flipper
- Nadine Tallier : Janine, la photographe
- Jean Degrave :
- Michèle Lahaye :
- Huguette Montréal :
- Geymond Vital : l'avocat de la partie civile
- Jean Gargoet :
- Lucien Guervil :
- Olivier Darrieux : un gigolo
- René Lefèvre-Bel :
- Michel Nastorg : le musicien
- Pierre Duncan :
- Ariane Lancell :
- Denise Provence : Gisèle
- Gérard Barray : le gigolo moustachu photographié par Janine
- Jacqueline Marbaux : Solange
- Jean Francel :
- Jacques Plée :
- Dominique Marcas :
- Jacqueline Jehanneuf :
- Antonin Baryel :
- Lucien Frégis :
- Pierre Moncorbier :
- Jean Sylvain :
- Roland Rodier :